# Leerdam vasútállomás
Leerdam vasútállomás vasútállomás Hollandiában, Leerdam községben,  településen.

## Vasútvonalak
Az állomást az alábbi vasútvonalak érintik:
- Elst-Dordrecht-vasútvonal
- MerwedeLingelijn

## Kapcsolódó állomások
A vasútállomáshoz az alábbi állomások vannak a legközelebb:
- Arkel vasútállomás
- Beesd vasútállomás